# 1516
1516 (MDXVI) a fost un an bisect al calendarului iulian, care a început într-o zi de marți.

## Nașteri
- 18 februarie: Maria I (Maria Tudor), regină a Angliei (1556-1558), (d. 1558)
- 2 septembrie: Francisc I, Duce de Nevers, comandant al armatei regale franceze (d. 1561)

## Decese
- 23 ianuarie: Ferdinand al II-lea de Aragon, 63 ani, rege al Castiliei (n. 1452)
- 9 septembrie: Hieronymus Bosch, 66 ani, pictor olandez (n. 1453)